# الحبج (المحفد)

تعديل مصدري - تعديل

الحبج هي إحدى قرى عزلة المحفد بمديرية المحفد التابعة لمحافظة أبين، بلغ تعداد سكانها 281 نسمة حسب تعداد اليمن لعام 2004.